# 미흐란 하루튜냔
미흐란 에디키 하루튜냔(아르메니아어: Միհրան Էդիկի Հարությունյան, 러시아어: Мигран Эдикович Арутюнян 미흐란 예디코비치 아루튜랸[*], 1989년 3월 25일~)은 러시아 출신 아르메니아의 레슬링 선수, 종합격투기 선수이다. 2016년 하계 올림픽 그레코로만형 남자 라이트급에서 은메달을 획득했으며 2015년 유러피언 게임에서 은메달을 획득했다.